# 嘉數由美
嘉數由美（日语： Kakazu Yumi，1973年6月18日—），日本女性配音員、旁白。出身於埼玉縣。青二Production所屬。身高158cm。O型血。

## 簡介

### 來歷、人物
本名與日文讀音相同。2009年8月以前一直隸屬於元氣Project。作為自由身後，她於2011年10月1日加入Atomic Monkey，然後於2022年4月1日加入青二Production。
在成為配音員前有2年的空白期，曾在旅行節目中擔任記者。
私生活方面，2004年6月1日結婚，丈夫為圈外人士，是學生時期的同班同學。2005年8月下旬生下長男，2008年次男出生。2009年10月8日，丈夫42歳時罹患腦出血亡故。一直到2013年6月大約4年的時間不對外公佈。並表示次男對父親沒有印象。
興趣和特長有製作點心、穿和服。

### 特色
1996年4月，嘉數以《機動新世紀鋼彈X》（聲演角色名字為莎拉·塔伊莉魯）成為她的聲優出道作。出道以來，嘉數大多幫天真爛漫、純情、沉默寡言等各種性格的女性角色配音，有時候也會聲演少年。
在這之中，她為人熟悉的代表配音作品有動畫《哆啦A夢 (2005年版)》系列女主角源靜香、《遊☆戲☆王 (朝日電視台版)》女主角真崎杏子、《機動新世紀鋼彈X》的莎拉·塔伊莉魯、《Fate/kaleid liner 魔法少女☆伊莉雅》的藍寶石之星、《AKB0048》的片桐翼、《妖怪少爺》的毛娼妓、《創聖的亞庫艾里翁》女主角西薇亞·朵·艾利西亞、《BLEACH》的麗琳、《夢幻天女》主角御景妖、《棋魂》女主角藤崎明、《STRATOS 4》主角本庄美風、《魔法娜娜咪》的青葉未知、《頭文字D》系列的沙雪、《鋼之鍊金術師》的萊拉、《妹妹公主》的春歌、《東京喵喵》的藍澤薄荷、《真月譚 月姬》的翡翠、《神魂合體!!》的藤村靜流、《超級機器人大戰OG -The Inspector-》的潔歐菈·修拜札；《見習神仙精靈》系列的莎莎／小沙琪&阿喬；遊戲《酷酷卡通遊》女主角絲碧卡、《格鬥天王》系列的庫拉·戴蒙、《光明騎士4》的使魔D-LN型、《召喚夜響曲3》的貝爾芙勞、《惡魔城 迷宮迴廊》女主角夏綠蒂·歐琳等。
2005年3月，朝日電視台新版《哆啦A夢》聲優陣容煥然一新之下，女主角源靜香的配音從野村道子改成嘉數接任。
同年8月，嘉數生下第一個男孩坐月子期間，她負責導覽工作的電視節目《衛星動畫劇場》曾請新名彩乃（當時藝名松本彩乃）代班。至於動畫《哆啦A夢》有靜香登場的集數大多只出場一小段、或者是直接讓靜香無台詞登場。
與嘉數同時期出道的川上倫子和松來未祐相繼去世之後，嘉數繼承部分的角色。

### 交友關係
嘉數還有和與大原沙耶香、折笠富美子、菊池志穗、豐口惠、淺野麻由美組成和服社；不論公私活動，出外都穿著和服。與美鄉秋是交往10年之久的好友。與佐藤裕美也有交友關係。此外在2006年12月9日，嘉數曾和折笠、豐口3人共同組成演劇團體「R*L」（R＝Rough，L＝Laugh）。

### 逸事
出道時期，嘉數曾和ARTSVISION所屬的同行手塚千春一起上TBS廣播的公開錄音電台節目《PakiPaki Paradise》組成雙人搞笑團體「暴船」。並於TBS廣播的另一齣當紅電台節目《赤坂搞笑D·O·J·O》舉辦的新人戰與手塚2人一起通過預賽後，在節目中表演了一場幽默短劇。

## 演出
粗體字表示主要角色。

### 電視動畫
1996年
- 機動新世紀鋼彈X（莎拉·塔伊莉魯）

1998年
- 秋葉原電腦組（黑鴿子／代官山鳩子、電視主播、女學生A、女孩子D）
- 頭文字D（沙雪）
- 快傑蒸汽偵探團 TV ANIMATION SERIES（阿南美莎、女性新聞記者〈莉莉江戶川〉）
- 時空偵探建次君（輝耀姬）
- 麵包超人（磯兵衛）
- 機甲發明小子
- 遊☆戲☆王 (朝日電視台版)（真崎杏子）

1999年
- 課長王子（OL）
- 仙界傳 封神演義（妲己）
- 超級發明小子（日语：タピオカ）（安潔莉卡）
- 神奇寶貝（圭、阿蜜）

2000年
- 夢幻天女（御景妖）
- 銀河冒險戰記（蒂塔·里貝萊）
- 烏龍派出所（本田伊步〈第2代〉）
- 真·女神轉生（拉拉）
- 女神候補生（莉娜·藤村、雪音·西蒙斯）
- 徽章戰士魂（コクリュウ、桃子）
- 愛上壞壞的死神（磨紀）
- 六門天外（花園的歌姬）

2001年
- 銀河冒險戰記 the second stage（蒂塔·里貝萊）
- 激鬥戰車（大森美月）
- Geneshaft（日语：ジーンシャフト）（米爾·羅塔斯）
- 妹妹公主（春歌[12]）
- 電腦冒險記（井原京一、倉知麗奈）
- 戀愛占卜師（四條萬里）
- （由美）
- 怪獸家族（響板公主）
- 棋魂（藤崎明[13]）

2002年
- 犬夜叉（菖蒲）
- Gun Frontier（日语：ガンフロンティア (漫画)）（朝香）
- 攻殼機動隊 STAND ALONE COMPLEX（極似的少女）
- 最終兵器彼女（聰美）
- 鬼眼狂刀（出雲阿國、時人）
- 妹妹公主 RePure（春歌）
- 神世紀傳火星（日语：マーズ (漫画)）（繆斯[14]）
- 東京喵喵（藍澤薄荷／薄荷喵喵）
- 飆悍射將（理惠）
- 翼神世音（朝比奈浩子）

2003年
- 激鬥戰車Nitro（日语：クラッシュギアNitro）（安生洋子）
- 機甲露寶（妮娜）
- 真月譚 月姬（翡翠）
- 神魂合體!!（藤村靜流）
- STRATOS 4（日语：ストラトス・フォー）（本美風）
- Saint Beast 四聖獸 ～聖獸降臨篇～（尤利婭）
- 死體兵（日语：ダイバージェンス・イヴ）（紅葉美崎）
- 鋼之鍊金術師（萊拉）
- 魔法使的條件（川原多佳子）

2004年
- 詩∽片（真希）
- SD鋼彈FORCE（艾麗西亞）
- 陰陽大戰記（美莎莎）
- 殺戮都市（鈴村貞代）
- 今日大魔王！（涉谷有利的母親〈涉谷美子〉）
- 吟遊默示錄（蘿貝爾蒂內）
- 神魂合體!! SECOND SEASON（藤村靜流）
- 抓鬼天狗幫（喜代）
- 月詠 -MOON PHASE-（愛爾芙利迪[15]）
- 魔法娜娜咪（青葉未知）
- 神奇寶貝超世代（安妮）
- 美崎紀事 ～死體兵～（日语：ダイバージェンス・イヴ）（紅葉美崎）
- 勇午 ～交涉人～（岩瀨繭子、萊拉）
- 洛克人EXE Stream（梅蒂）

2005年
- 我愛美樂蒂（約翰尼）
- 今日大魔王！2（涉谷有利的母親〈涉谷美子〉）
- 創聖的亞庫艾里翁（西薇亞·朵·艾利西亞）
- 幻龍記（日语：ディノブレイカー）（馬莎·里扎諾夫）
- 哆啦A夢 (水田山葵版)（2005～，源靜香、早乙女、疑似靜香的嘉賓角色 等）
- 勇者王FINAL GRAND GLORIOUS GATHERING（露妮·卡迪夫·獅子王）
- LOVELESS（中野倭）

2006年
- 小呵欠（愛田）
- 絲綢之路少年（日语：シルクロード少年 ユート）（吉娜）
- BLEACH（麗琳）
- 甜蜜偶像 ～Lovely Idol～（長澤玲）

2007年
- 我愛美樂蒂：輕鬆舒暢♪（小次郎）
- 甜點兔 巧克拉！（こむぎうさ）
- 鬼面騎士 THE SKULL MAN（烏丸小夜子）
- Devil May Cry（辛蒂）
- 哆啦A夢 (2005年版)（黑三劍士）

2008年
- 今日大魔王！3（涉谷美子）
- 甜點兔 巧克拉！（こむぎうさ）
- 鐵腕女警 DECODE（日语：鉄腕バーディー DECODE）
- 意外（大垣薰）

2009年
- 閃亮雙胞胎（真知子）
- 甜點兔 水果（こううさぎ）
- FRESH光之美少女！（應援的女孩子）

2010年
- 超級機器人大戰OG -The Inspector-（潔歐菈·修拜札）
- 妖怪少爺（毛娼妓）
- Heartcatch 光之美少女！（露木香凜）
- 笨蛋，測驗，召喚獸（高橋洋子）
- 神奇寶貝鑽石&珍珠（莎露比亞、阿蜜）

2011年
- Sacred Seven（藍羽琉璃的母親）
- 寵物反斗星（旋律之地女王）
- 丹特麗安的書架（中提琴）
- 妖怪少爺 千年魔京（毛娼妓）
- 笨蛋，測驗，召喚獸2！（高橋洋子）

2012年
- 創聖機械天使EVOL（西薇亞·朵·艾利西亞）
- AKB0048（片桐翼）
- 足球騎士（櫻田桃花）
- 丸少爺（睦子）
- 只要妳說妳愛我（黑澤大和的母親）
- BLEACH（吉娜）

2013年
- AKB0048 next stage（片桐翼）
- 寵物反斗星 Yume Kira Dream（旋律之地女王）
- YUYU式（櫟井唯的母親）

2014年
- 卡片鬥爭!! 先導者G（安城常葉的母親〈安城美〉）
- 四月是你的謊言（井川繪見的母親）
- 精靈使的劍舞（芙蕾亞·古蘭朵）
- 愚者信長（平賀·源內）

2015年
- 見習神仙精靈 （2015～2018，莎莎／小沙琪[16]、老婆婆）

2016年
- Fate/kaleid liner 魔法少女☆伊莉雅 3rei!!（藍寶石之星[17]）

2017年
- 卡片鬥爭!! 先導者G NEXT（安城常葉的母親〈安城美〉）
- 覆面系NOISE（有栖川仁乃的母親）
- 水嫩小嘰!!（日语：プリプリちぃちゃん!!）（小嘰的媽媽）
- 帶著智慧型手機闖蕩異世界。（由艾爾·艾爾涅斯·貝爾法斯特）

2018年
- 凸變英雄（中一[18]）
- 輕觸小發明 OIKACHN-KIT（日语：ポチっと発明 ピカちんキット）（梅君的母親）
- 隔壁的吸血鬼美眉（天野燈的母親）
- 我喜歡的妹妹不是妹妹（春歌）
- KIRA KIRA HAPPY★ 打開吧！見習神仙精靈（2018～2019，阿喬）

2019年
- 魔法水果籃 (2019年版)（花島咲的母親）

2020年
- 入間同學入魔了！（阿斯莫德·艾姆莉莉絲）
- Healin' Good ♥ 光之美少女（平光明[19]）
- 魔法水果籃 2nd season（花島咲的母親）

2021年
- 魔法水果籃 The Final（花島咲的母親）
- 影宅（愛德華〈女聲〉）
- 入間同學入魔了！（第2期）（阿斯莫德·艾姆莉莉絲）

2022年
- 泡泡糖忍戰（邦的母親）
- ONE PIECE（赫拉）
- 櫻桃小丸子（補習班的老師）
- Do It Yourself!!（法華津治子[20]）

2023年
- 名偵探柯南（市橋聖子）

### 電影動畫
1999年
- 秋葉原電腦組：2011年的暑假（代官山鳩子）
- 劇場版 遊☆戲☆王（真崎杏子）

2001年
- 頭文字D Third Stage（沙雪）

2002年
- 歡迎來到Pia Carrot!! -沙耶香的戀愛物語-（高井沙耶香）

2003年
- 翼神世音：多元變奏曲（朝比奈浩子）

2005年
- 劇場版 鋼之鍊金術師：森巴拉的征服者（女演員）

2006年
- 哆啦A夢：新·大雄的恐龍（源靜香[21]）

2007年
- 劇場版 創聖的亞庫艾里翁（西薇亞·朵·艾利西亞）
- 肉桂狗 the Movie（摩卡）
- 哆啦A夢：大雄的新魔界大冒險 ～7人魔法使～（源靜香）

2008年
- 哆啦A夢：大雄與綠之巨人傳（源靜香）

2009年
- 哆啦A夢：新·大雄的宇宙開拓史（源靜香[22]）

2010年
- 哆啦A夢：大雄的人魚大海戰（源靜香）

2011年
- 哆啦A夢：新·大雄與鐵人兵團 ～振翅吧 天使們～（源靜香）

2012年
- 哆啦A夢：大雄與奇蹟之島 ～動物歷險記～（源靜香）

2013年
- 哆啦A夢：大雄的秘密道具博物館（源靜香）

2014年
- STAND BY ME 哆啦A夢（源靜香）
- 哆啦A夢：新·大雄的大魔境 ～柏高與5人之探險隊～（源靜香[23]）
- BUDDHA2 手塚治虫的佛陀 -無盡的旅程-（耶輸陀羅妃[24]）

2015年
- 哆啦A夢：大雄的宇宙英雄記（源靜香）

2016年
- 哆啦A夢：新·大雄的日本誕生（源靜香[25]）

2017年
- GO-CHAN。 ～莫可與珍獸森林的夥伴們～（日语：ゴーちゃん。#劇場アニメ）（秘書[26]）
- 哆啦A夢：大雄的南極冰天雪地大冒險（源靜香）
- 劇場版 見習神仙 秘密的心靈：見習神仙精靈 引發奇蹟吧♪特普露與心跳神仙精靈界！ （莎莎／小沙琪）
- 劇場版 Fate/kaleid liner 魔法少女☆伊莉雅 雪下的誓言（藍寶石之星）

2018年
- 哆啦A夢：大雄的金銀島（源靜香）

2019年
- 哆啦A夢：大雄的月球探測記（源靜香）

2020年
- 哆啦A夢：大雄的新恐龍（源靜香）
- STAND BY ME 哆啦A夢 2（源靜香）

2022年
- 哆啦A夢：大雄的宇宙小戰爭 2021（源靜香）

2023年
- 哆啦A夢：大雄與天空的理想鄉（源靜香）

2024年
- 哆啦A夢：大雄的地球交響樂（源靜香）

2025年
- 哆啦A夢：大雄的繪畫世界物語（源靜香[27]）

### OVA
1999年
- 銀河英雄傳說外傳 螺旋迷宮（米莉阿姆·羅薩絲）

2000年
- 勇者王FINAL（露妮·卡迪夫·獅子王）

2001年
- 頭文字D Extra Stage 衝擊之藍…（沙雪）

2002年
- 頭文字D BATTLE STAGE（沙雪）

2003年
- 動畫古典文學館 第6卷「萬葉集」（額田王）
- 真愛故事 -Summer Days, and yet…（日语：トゥルー・ラブストーリー#True Love Story -Summer Days, and yet...）（有森瞳美）

2004年
- STRATOS 4 (X系列)（日语：ストラトス・フォー）（本美風）
- 天罰 天使拉比☆（日语：天罰エンジェルラビィ☆）（菲兒·諾特）
- 秋之回憶3.5 傳達祈願的時刻（藤原雅）

2005年
- 超級機器人大戰ORIGINAL GENERATION THE ANIMATION（潔歐菈·修拜札）
- STRATOS 4 Advance（日语：ストラトス・フォー）（本美風）
- 最終幻想VII 降臨之子（尤菲·如月）

2006年
- STRATOS 4 Advance 完結篇（日语：ストラトス・フォー）（本美風）

2007年
- 今日大魔王！R（涉谷有利的母親〈涉谷美子〉）
- 創聖的亞庫艾里翁（西薇亞·朵·艾利西亞）

2008年
- 頭文字D Extra Stage 2（沙雪）

2009年
- 交響情人夢 Lesson79（卡羅琳）
- AIKa ZERO（日语：AIKa ZERO）（戰鬥機駕駛員）

2011年
- 笨蛋，測驗，召喚獸 ～祭～（高橋洋子）

2014年
- 絕滅危愚少女 Amazing Twins（日语：絶滅危愚少女 Amazing Twins）（不動奈奈枝[28]）

2015年
- 創聖的亞庫艾里翁EVOL（西薇亞·朵·艾利西亞[29]）

### 網路動畫
- 擴張少女系三重奏（2017年，夏貝隆）

### 遊戲
1996年
- WILD ARMS（瑟希莉雅·蕾茵·亞迪爾海德）

1998年
- 神佑擂台（尤菲·如月）
- NOëL ～La neige～（日语：NOeL）（橘柚實）
- NOëL ～La neige～ Special（橘柚實）

1999年
- 侍魂新章 ～劍客異聞錄 甦醒的蒼紅之刃～（命）
- （坂上葉月）

2000年
- 天空之鷹 ～艾爾賽特任務～（烏紗·卡特納）
- 酷酷卡通遊（日语：COOL COOL TOON）（絲碧卡）
- 格鬥天王2000（庫拉·戴蒙（日语：クーラ・ダイアモンド）、莉莉·康恩[注 1]）
- 日昇英雄譚R（日语：サンライズ英雄譚）（泰爾·絹衣）
- 仙界大戰 ～來自TV ANIMATION 仙界傳封神演義～（妲己）
- 新世代機器人戰記2（日语：ブレイブサーガ2）（露妮·卡迪夫·獅子王）
- 六月守護神（日语：ヘキサムーン・ガーディアンズ）（蒂亞娜）

2001年
- 格鬥天王2001（庫拉·戴蒙）
- 日昇英雄譚2（泰爾·絹衣）
- 妹妹公主（春歌）
- 超級機器人大戰α外傳（莎拉·塔伊莉魯）

2002年
- AS～天使小夜曲（妃亞·珞德）
- 機甲武裝G-BREAKER 第三次克洛迪亞大戰（日语：機甲武装Gブレイカー）（泰爾·絹衣）
- 機甲武裝G-BREAKER 2 同盟的反擊（泰爾·絹衣）
- 王國之心（尤菲·如月）
- 格鬥天王2002（庫拉·戴蒙）
- 棋魂 平安幻想異聞錄（日语：ヒカルの碁 平安幻想異聞録）（明之君）
- 棋魂 院生頂上決戰（藤崎明）
- Legend of Cloudia（泰爾·絹衣）

2003年
- 光明騎士4（日语：グローランサーIV）（使魔D-LN型）
- 召喚夜響曲3（貝爾芙勞）
- SUNRISE WORLD WAR（泰爾·絹衣）
- 妹妹公主2（春歌）
- 第2次超級機器人大戰α（潔歐菈·修拜札）
- 初音島Plus Situation（霧羽香澄）
- Dancing Sword ～閃光～（日语：ダンシングソード 〜閃光〜）（楠響子）
- Tenerezza（Tenerezza）
- 真愛故事 -Summer Days, and yet…（日语：トゥルー・ラブストーリー#True Love Story -Summer Days, and yet...）（有森瞳美）
- 棋魂3（藤崎明）
- 愛神餐館2（日语：ビストロ・きゅーぴっと）（媞姆·莫斯查達）

2004年
- 超級機器人大戰GC（日语：スーパーロボット大戦GC）（菲兒莉·法依爾芙萊）
- 秋之回憶 ～從今以後～（藤原雅）

2005年
- GANTZ（仲山貞子、小島多惠）
- 王國之心II（尤菲·如月）
- 格鬥天王NEOWAVE（庫拉·戴蒙）
- 格鬥天王XI（庫拉·戴蒙）
- 第3次超級機器人大戰α 終焉之銀河（潔歐菈·修拜札、露妮·卡迪夫·獅子王）
- 初音島 Four Seasons（日语：D.C. Four Seasons 〜ダ・カーポ〜 フォーシーズンズ）（霧羽香澄）
- 甜蜜偶像 ～Lovely Idol～（長澤玲）

2006年
- 惡魔城 迷宮迴廊（夏綠蒂·歐琳）
- 格鬥天王 極限衝擊2（日语：KOF MAXIMUM IMPACT）（庫拉·戴蒙、莉莉·康恩）
- 超級機器人大戰XO（日语：スーパーロボット大戦GC）（菲兒莉·法依爾芙萊）
- 地獄犬的輓歌 -最終幻想VII-（尤菲·如月）
- 哆啦A夢：新·大雄的恐龍DS（日语：ドラえもん のび太の恐竜2006 DS）（源靜香）
- 秋之回憶 ～從今以後 again～（藤原雅）

2007年
- Another Century's Episode 3 THE FINAL（莎拉·塔伊莉魯）
- Scramble Commander the 2nd（日语：スーパーロボット大戦Scramble Commander the 2nd）（藤村靜流、朝比奈浩子）
- 超級機器人大戰OG ORIGINAL GENERATIONS（潔歐菈·修拜札）
- 超級機器人大戰OG外傳（潔歐菈·修拜札）
- 哆啦A夢：新·大雄的魔界大冒險DS（日语：ドラえもん のび太の新魔界大冒険DS）（源靜香）
- 哆啦A夢Wii 秘密道具王決定戰！（日语：ドラえもんWii ひみつ道具王決定戦!）（源靜香）
- BLEACH ～炙熱之魂4～（日语：BLEACH 〜ヒート・ザ・ソウル〜）（麗琳）

2008年
- 閃電十一人（音無春奈）
- 超級機器人大戰Z（西薇亞·朵·艾利西亞、莎拉·塔伊莉魯）
- 哆啦A夢：大雄與綠之巨人傳（日语：ドラえもん のび太と緑の巨人伝DS）（源靜香）

2009年
- 格鬥天王2002 UNLIMITED MATCH（庫拉·戴蒙）
- 格鬥天王 極限衝擊 REGULATION "A"（庫拉·戴蒙）
- 格鬥天王XII（庫拉·戴蒙）
- 時空幻境 決鬥傳奇（日语：テイルズ オブ バーサス）（娜娜莉·富雷基〈代替[注 2]〉）
- 撫子事務所!! ～你也來當配音員吧！～（日语：ナデプロ!!）（田邊由美、香山弓枝）

2010年
- 惡魔城 Harmony of Despair（日语：悪魔城ドラキュラ ハーモニー オブ ディスペアー）（夏綠蒂·歐琳）
- Another Century's Episode:R（西薇亞·朵·艾利西亞）
- 初音島Plus Situation Portable（霧羽香澄[30]）

2011年
- 第2次超級機器人大戰Z 破界篇（西薇亞·朵·艾利西亞）
- 時空幻境 世界傳奇 光明神話3（日语：テイルズ オブ ザ ワールド レディアント マイソロジー3）（娜娜莉·富雷基、英雄的聲音）

2012年
- 第2次超級機器人大戰OG（潔歐菈·修拜札）
- 第2次超級機器人大戰Z 再世篇（西薇亞·朵·艾利西亞）
- 哆啦A夢：大雄與奇蹟之島 ～動物歷險記～ 3DS（源靜香）

2013年
- 超級機器人大戰OG INFINITE BATTLE（潔歐拉·舒拜沙[31]）
- 哆啦A夢：大雄的秘密道具博物館（源靜香）
- 邦妮☆早午餐！（波妮[32]）

2014年
- 哆啦A夢：新·大雄的大魔境（源靜香）

2015年
- 第3次超級機器人大戰Z 天獄篇（西薇亞·朵·艾利西亞）
- 哆啦A夢：大雄的秘密道具博物館（源靜香）
- RAY GIGANT（江里口靜[33]）

2016年
- 格鬥天王XIV（庫拉·戴蒙[34]）
- 超級機器人大戰OG THE MOON DWELLERS（菲雅莉·克里比亞、潔歐菈·修拜札）
- 哆啦A夢：新·大雄的日本誕生（源靜香）

2017年
- DISSIDIA FINAL FANTASY OPERA OMNIA（日语：ディシディア ファイナルファンタジー オペラオムニア）（尤菲·如月[35]）
- 哆啦A夢：大雄的南極冰天雪地大冒險（源靜香）

2018年
- 哆啦A夢：大雄的金銀島（源靜香）
- 格鬥天王：全明星（庫拉·戴蒙）
- SNK女傑狂熱大亂鬥（庫拉·戴蒙[36]）
- 聖火降魔錄 英雄雲集（艾絲林）
- 超級機器人大戰X-Ω（日语：スーパーロボット大戦X-Ω）（西薇亞·朵·艾利西亞）

2019年
- Fate/Grand Order（藍寶石之星）
- 生死格鬥6（庫拉·戴蒙）

2020年
- 最终幻想VII 重製版（尤菲·如月）

2022年
- 格斗天王XV（库拉·戴蒙）

### 外語配音

#### 電視影集
- 赤腳青春（慧峻）
- 梅爾羅斯（英语：Patrick Melrose (miniseries)）（黛比·希克曼〈莫菲德·克拉克〉）

#### 動畫
- 哆啦A夢 (2005年新作於美國播出版)（源靜香[37]）
- 大力士（英语：Hercules (1998 TV series)）（女學生）

### 電視節目
- 毒舌糾察隊 靜香喜歡的藝人（靜香）朝日電視台／2015年（錄影對話方式上該節目）
- 衛星動畫劇場（日语：衛星アニメ劇場）（NHK-BS2）（以導覽身份上該節目）
- 30位動畫人物角色的臉讓你一次看個夠 春季新作特輯（日语：大胆MAP）（以《哆啦A夢 (2005年版)》角色源靜香聲優的身份、並與新版主要角色們的聲優一起上該節目，朝日電視台，2008年4月6日播出）
- 旅遊環景（日语：旅はパノラマ）（中京電視台）

### 廣播節目
- 動畫王國FREEDOM（日语：アニキンFREEDOM）（東海電台）
- 嘉數由美的超閃耀！大和魂!!（日语：かかずゆみの超輝け!大和魂!!）（音泉）
- PakiPaki Paradise（TBS廣播，與ARTSVISION所屬同行手塚千春2人一起主持的公開錄音節目）
- 日昇電台G（日语：サンライズラヂオ#『サンライズラヂオG』）（北海道放送、東海電台、KBC電台）
- 王立溫泉Lu-li-lu-la（日语：王立温泉ルリルラ）（文化放送）
- 我們來幫XXX配音吧（日语：オレたちやってま〜す）系列（MBS電台）
- （大阪放送）
- （大阪放送）
- （TOKYO FM，阿波羅★（日语：アポロン★ (ラジオ番組)）內）

廣播劇
- （神樂舞，於網路電台劇場HXL時間（日语：ラジオ劇場HXLアワー）網站更新）
- 最終幻想戰略版Advance（麗滋·馬盧爾）

### CD
- CLAMP學園怪奇現象研究會事件檔案（日语：CLAMP学園怪奇現象研究会事件ファイル）（水鏡美冬）
- 八神庵Original Drama 夕陽與月 ～Prologue～（谷間菊理）
- 鬼眼狂刀系列（出雲阿國）
  - 角色主唱專輯『狂奏歌』
  - 武士學園2 炎之激鬥，體育祭篇!!（出雲阿國、時人）
  - 武士學園3 燃燒吧純情！修學旅行篇!!（出雲阿國、時人）
  - 獨眼（One Eye Dragon）龍的嘶吼（出雲阿國）
  - 前往陰陽大人的門篇
    - 第一卷『惡魔之眼』（出雲阿國、時人）
    - 第二卷『冰炎之侍』（出雲阿國、時人）
    - 第三卷『天翔麒麟』（出雲阿國）
    - 第四卷『朱雀對鶺鴒』（時人）
- ！ ～王女海賊～
- SANSPO聲優應援留言CD「Yell Message」第2章（出演：宮田幸季、松岡由貴、嘉數由美、木村亞希子、福山潤、岩居由希子、鈴村健一）
- 超級機器人大戰 ORIGINAL GENERATIONS THE SOUND CINEMA Vol.1（潔歐菈·修拜札）
- S·A特優生（牛窪櫻）
- 回憶的日子（日语：Days of Memories） 3 原聲廣播劇CD（庫拉·戴蒙（日语：クーラ・ダイアモンド））
- 廣播劇CD 惡魔同盟（日语：悪魔のミカタ）（冬月日奈）
- 廣播劇CD 狂野歷險（瑟希莉雅·蕾茵·亞迪爾海德）
- 藍蘭島漂流記 Vol.1（咲夜）
- 撫子事務所!!（日语：ナデプロ!!）（田邊由美、香山弓枝）
- 星空學園（星河紅愛）
- 路德維希革命（桃樂蒂）
- LOVELESS系列（中野倭）
- 廣播CD 嘉數由美的超閃耀！大和魂!! 400回紀念CD（日语：かかずゆみの超輝け!大和魂!!#関連商品）
- 『TIARA！（日语：ティアラ! (雑誌)）』名作劇場 附錄廣播劇CD「人魚公主」（人魚公主）
- 音樂CD ！／！
- 音樂CD ～！／♪！

### 網路廣播劇
- 真相之眼（三田村小夜子）

### DVD
- Sister princess Valentine Party
- Yumi Kakazu Sings CYBERFORMULA

### 旁白
- （NHK教育，2010年12月20日）
- 『哆啦A夢知識王No.1決定戰特輯』（朝日電視台，2014年8月1日）

### 其它
- 三麗鷗角色「肉桂狗」（摩卡）
- 三麗鷗角色
- F全明星角色大集合 哆啦A夢&小超人帕門 千鈞一髮!?（源靜香）
- A-koe 聲音劇場『GAME OVER』（朱美）[38]

## 音樂作品

### 單曲
| 枚數 | 發行日期      | 單曲名稱   | 規格編號  |
| ---- | ------------- | ---------- | --------- |
| 1st  | 2004年7月23日 | Soul TWINS | GBCL-1001 |

## 腳註

## 外部連結
- 嘉數由美｜青二Production （日語）
- （日語）—嘉數由美的官方個人網站。
- 嘉數由美 （页面存档备份，存于） （日語）－allcinema（日语：allcinema）
- 嘉數由美的X（前Twitter） （日語）
- 嘉數由美 (@yumi_kakazu)的Instagram帳戶 （日語）
- 嘉數由美 (@wa_kka)的Instagram帳戶 （日語）
- 嘉數由美 (@ehon_kakazu)的Instagram帳戶 （日語）